# SoftBank 910SH
SoftBank 910SH（ソフトバンク910SH）はシャープが開発しソフトバンクモバイルが販売するW-CDMA通信方式の携帯電話端末。
VGA液晶を搭載して2006年（平成18年）11月25日発売。

## 主な機能・サービス
- ミュージックプレイヤー
- Bluetooth
- マイ絵文字
- フィーリングメール
- カスタムスクリーン
- バイリンガル
- デルモジ表示対応
- QRコード読み取り・作成
- 赤外線通信（IrDA）
- ドキュメントビューア
- シンプルモード
- 顔認証機能
- 国際ローミング非対応

| 主な対応サービス   | 主な対応サービス | 主な対応サービス | 主な対応サービス |
| ------------------ | ---------------- | ---------------- | ---------------- |
| サークルトーク     | ホットステータス | Yahoo!mocoa      | S!ループ         |
| S!タウン           | ライブモニター   | S!CAST           | S!FeliCa         |
| S!ケータイ動画     | PCサイトブラウザ | 電子コミック     | S!アプリ         |
| 着うたフル／着うた | アレンジメール   | S!アドレスブック | 3Gお天気アイコン |
| レコメール         | TVコール         | 国際ローミング   | S!GPSナビ        |

## 特徴
デザインが903SH寄りであり、904SHで搭載されたGPSやモーションコントロールセンサーが搭載されていないことから904SHより903SHの後継機に近い。905SHに引き続き国際ローミング非対応。2006～2007年頃のシャープ製のSoftBank 3G端末のうちハイエンド機（9xxSH）では多機能詰め込みのあおりか、国際ローミング機能が割愛される傾向にあった（SIMロック解除目的の即時解約を防ぐ為とも言われている）。920SH以降はハイエンドモデルでも殆どが国際ローミングに対応している。
本体形状
この機種登場前後からサイクロイドスタイルの「AQUOSケータイ」やフルスライドの「FULLFACE」「FULLTOUCH」などに力を入れていたため、本機種は約2年半後の933SH発売までソフトバンク向けのシャープ製回転2軸端末としては最も新しい機種であった。ただし、シャープ製の回転2軸の機種が長期間にわたって発売されなかったのはソフトバンク向けのみであり、他キャリア向けではその間もSH905i/SH906i/SH704i/SH-03A/SH-06A/W52SH/W62SH/SH001/SH002といった回転2軸のモデルがコンスタントに発売されていた。

カメラ性能
国内の携帯電話としては500万画素CCDを搭載した唯一の機種であったが、2008年冬～2009年春モデルの930SH/SH-01A/SH-03A/SH001以降の各キャリア向けのシャープ製ハイエンド機種の多くが800万画素を超えるCCDを搭載するようになった。2009年からはカメラ特化型のAQUOS SHOTシリーズも展開しており、2009年夏モデルの933SH/SH-06A/SH-07Aには1000万画素CCD、2009年冬モデルのSH003には1210万画素CCDを搭載している。910SH以降、光学ズームを搭載する機種は長らく発売されなかったが、2011年1月に光学3倍ズームCCDカメラを搭載したSH-05Cが発売された。

### カメラ機能
この機種は日本で初めて500万画素CCDと光学3倍ズームを搭載した機種である。デザインはデジタルカメラを思わせるものであり、側面のボタン群のうち下側（ビューアスタイルでは上部右側）の大きなボタンがシャッターになる（開いた場合は十字キーの中央のボタンがシャッターになる）。
メニューでの選択、シャッターボタンの長押し等の他に、端末を開き液晶画面を反転させる事で自動的にカメラを起動させる設定も可能。
また、ライトの隣には「5.0 MEGA PIXEL」との表記がなされており、静止画は最大2592×1944ピクセルで記録される。
携帯電話用カメラのズーム機能は多くの機種でデジタルズームを採用するが、この機種では望遠時に画質の劣化が少ない光学ズームを採用しており、11段階で調整できる。絞り開放時のF値は広角でF3.5～望遠でF7.0となる。レンズは5群6枚で構成されており、携帯電話用カメラのシャッターは多くが電子シャッターを採用するが、910SHでは一般のカメラ同様メカシャッターを併用している。
ISO感度は自動のほか、手動で100、200、400、800の4段階に設定することが可能だが、撮影モードによっては強制的に自動に設定される。
この他、ストロボ（モバイルライト）がLED化され光量の増加が図られた。なお画像サイズを1280ピクセル×960ピクセル（1.2MBモード）以上に設定すると、バッファ容量の制約で連写できない。
オートフォーカス・手ぶれ補正機能も搭載している。
CCDの性能アップに伴い動画機能も強化され、最大でVGA（ワイド時640×360ピクセル）の3GPP動画（SD VIDEOモードではASF形式）をモノラル音声付きで撮影できる。従来のカメラ付き携帯電話の動画機能では毎秒15フレームで録画する機種が多いが、910SHでは日本国内のテレビ放送で用いられているNTSC規格（毎秒29.97フレーム）に準ずる毎秒30フレームで録画することができる。
作例比較（JR東日本E257系電車）

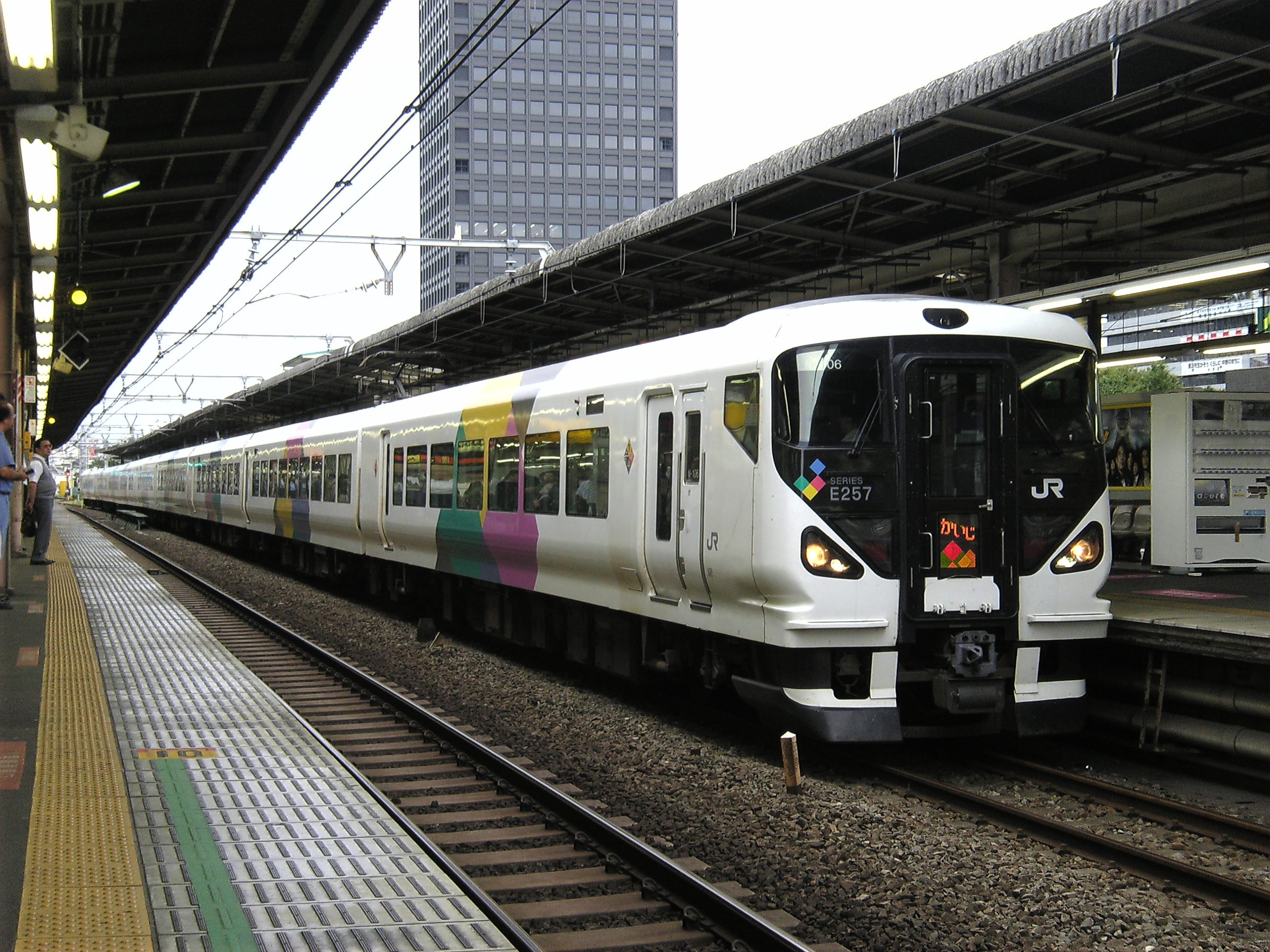
910SHで撮影
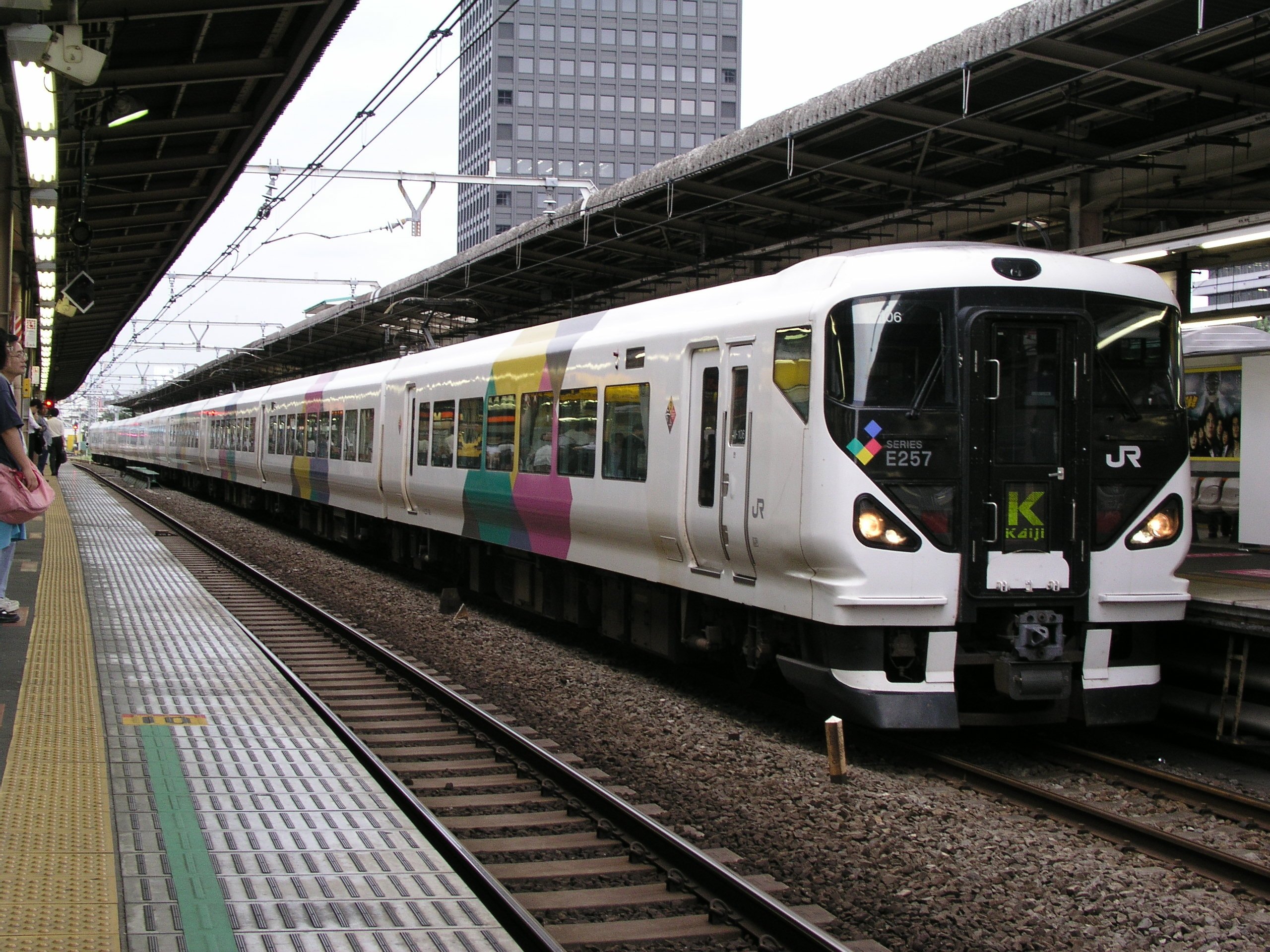
500万画素クラスのコンパクトカメラで撮影
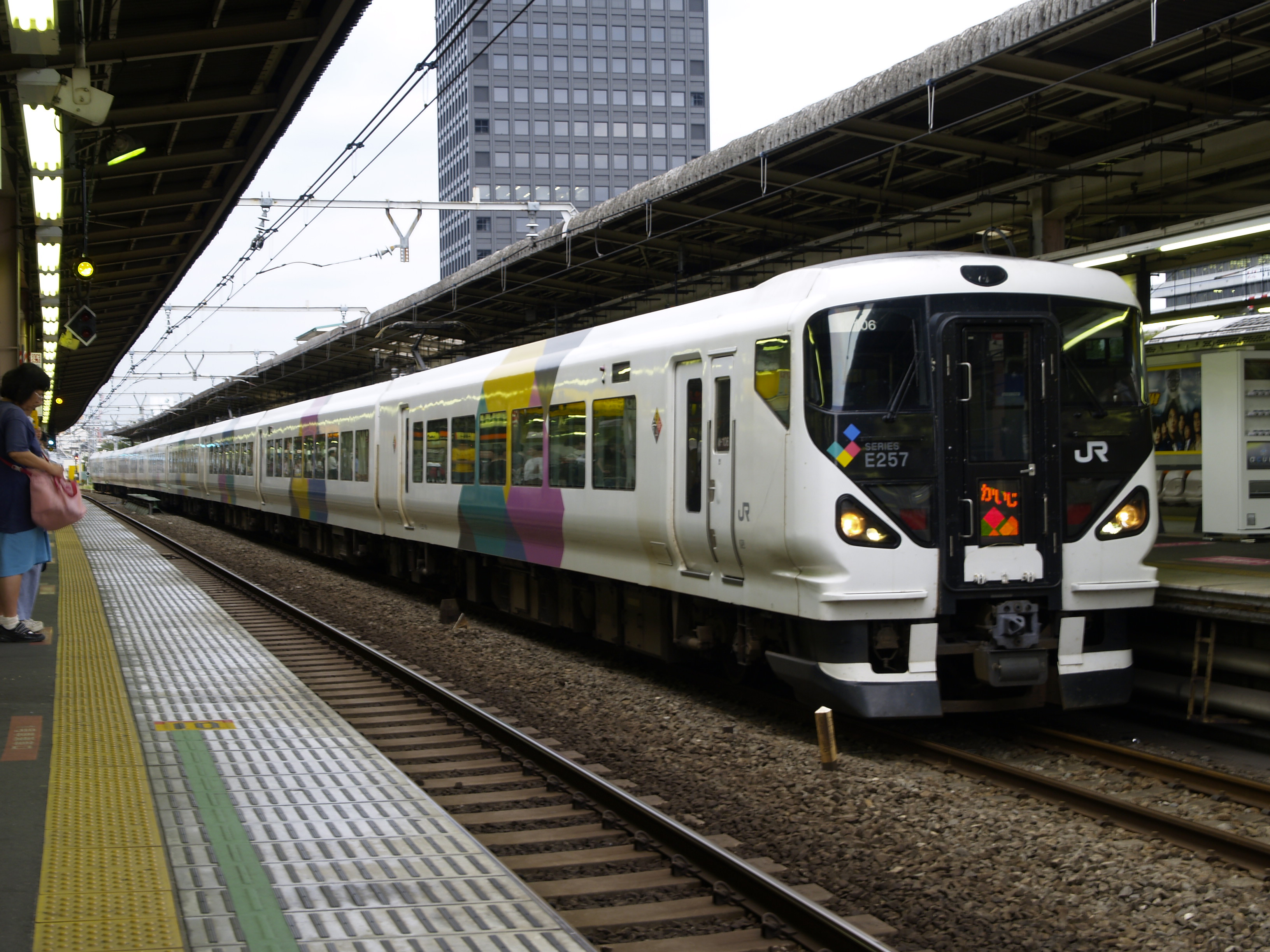
デジタル一眼レフカメラで撮影

## 不具合
- 2015年10月9日 - 2016年1月1日以降、日時を正しく表示が出来なくなる不具合。